# Praziquantel
 (juin 2018).
Si vous disposez d'ouvrages ou d'articles de référence ou si vous connaissez des sites web de qualité traitant du thème abordé ici, merci de compléter l'article en donnant les références utiles à sa vérifiabilité et en les liant à la section « Notes et références ».
Le praziquantel est un anthelminthique efficace contre certains vers plats. Depuis 2005, le praziquantel est le traitement de première intention de la bilharziose humaine (schistosomose), indication dans laquelle il est habituellement efficace en dose unique. Il est également utilisé pour traiter l’échinococcose, la cysticercose, l’infestation intestinale par les cestodes et les douves du foie à l’exception de la distomatose. Hors autorisation de mise sur le marché, le praziquantel est prescrit contre Taenia saginata, Taenia solium (cysticercose), Hymenolepis nana, Diphyllobothrium latum et Diphyllobothrium pacificum.  
En médecine vétérinaire il est couramment utilisé comme vermifuge contre les ténias.
Le praziquantel n'a pas reçu d’autorisation de mise sur le marché en médecine humaine au Royaume-Uni ; il est cependant disponible pour l’usage vétérinaire, et il est possible de l’utiliser chez l'homme sur la base d’une prescription individuelle à un patient spécifiquement désigné.

## Historique
Le praziquantel a été développé par les laboratoires de recherche en parasitologie de Bayer en Allemagne (Elberfeld) au milieu des années 1970. Depuis lors il s’est révélé indispensable dans des indications de plus en plus nombreuses et est reconnu comme tel par l’Organisation mondiale de la santé.

## Pharmacocinétique
Le praziquantel est bien absorbé (approximativement à 80 %) par le tractus gastro-intestinal. En raison d’une importante métabolisation initiale, seule une quantité relativement faible du produit passe dans la circulation systémique. Le praziquantel a une demi-vie plasmatique de 0,8 à 1,5 heure (4 à 5 heures pour ses métabolites) chez les adultes dont la fonction rénale et hépatique est normale. Pour les patients ayant une fonction hépatique sensiblement altérée (classe B et C dans la classification de Child-Pugh), la demi-vie plasmatique peut s’élever jusqu'à 3 à 8 heures. Le praziquantel et ses métabolites sont principalement excrétés dans les urines, pendant 24 heures après une dose orale unique ; 70 à 80 % sont retrouvés dans les urines, mais moins de 0,1 % du produit est éliminé sous la forme de la molécule initiale inchangée.
Le praziquantel est métabolisé par la voie 3A4 du cytochrome P450. Les agents qui provoquent l’induction ou l’inhibition du Cyp450 3A4 (phénytoïne, rifampicine, azolés antifongiques) auront un effet sur le métabolisme du praziquantel.

## Mode d’action
Bien que le mode d’action ne soit pas actuellement totalement élucidé, il existe des preuves expérimentales que le praziquantel augmente la perméabilité des membranes cellulaires des parasites (de certains schistosomes) pour les ions calcium. La molécule induit de ce fait une contraction des parasites avec pour résultat une paralysie dans la phase de contraction. Les parasites morts sont délogés de leur site d'action dans l'organisme de l’hôte et peuvent être libérés dans la circulation systémique ou être détruits par la réaction immunitaire de l’hôte (phagocytose). Des mécanismes additionnels - désintégration et perturbations locales de la ponte des œufs - sont observés chez d'autres espèces de parasites sensibles au praziquantel.
Une autre hypothèse sur le mécanisme d'action du praziquantel a été récemment évoquée. Le médicament semble interférer avec l’absorption d'adénosine, par les vers en milieu de culture. Cet effet peut avoir une pertinence thérapeutique étant donné que le schistosome, comme le ténia et l’échinocoque (autres parasites sensibles au praziquantel), est incapable de synthétiser les purines de novo.

## Effets secondaires
La majorité des effets secondaires apparaissent à la suite de la destruction des parasites, de la libération du contenu des parasites et des réactions immunitaires consécutives de la part de l’hôte. Normalement plus la charge parasitaire est élevée, plus les effets secondaires seront lourds et fréquents.
- Système nerveux central : les troubles les plus fréquents sont les vertiges, les maux de tête et le malaise. La somnolence, la fatigue sont également observées. Presque tous les patients présentant une cysticercose cérébrale sont atteints d’effets secondaires au niveau du SNC liés à la mort des cellules parasitaires, (maux de tête, exacerbation de troubles neurologiques préexistants, convulsions, arachnoïdite, et signes méningés). Ces effets secondaires qui sont susceptibles de mettre en jeu le pronostic vital peuvent être atténués par l’administration conjointe de corticoïdes. On recommande vivement l’hospitalisation pendant la durée du traitement de tous les patients atteints de cysticercose cérébrale.

- Tractus gastro-intestinal : 90 % environ des patients présentent des nausées, des douleurs ou des crampes abdominales avec ou sans vomissements. Une diarrhée peut apparaître et évoluer vers une forme sévère avec colite. Des sueurs, de la fièvre, et des selles sanglantes peuvent être associées à la diarrhée.

- Foie : une élévation asymptomatique et passagère des enzymes hépatiques (ASAT et ALAT) est fréquemment notée (jusqu'à 27 % des cas). Aucun cas d’atteinte hépatique symptomatique n’a jamais été observé jusqu'à présent.

- Réactions allergiques : urticaire, éruption,prurit et éosinophilie décelée à la numération des globules blancs.

- Autres localisations/dans l’ensemble du corps : douleurs lombo-sacrées, myalgies, arthralgies, fièvre, troubles du rythme cardiaque, et hypotension.

## Posologie
La prescription est déterminée selon des dosages spécifiques à chaque indication thérapeutique particulière. Parfois l’administration d'une dose unique ou d’un traitement pendant une seule journée avec des doses fractionnées peut être suffisante.

## Divers
Le praziquantel fait partie de la liste des médicaments essentiels de l'Organisation mondiale de la santé (liste mise à jour en avril 2013).